# NOW Dance 2
NOW Dance 2 er et dansk opsamlingsalbum udgivet 1. juni 2003 af NOW Music. 

## Spor
1. Justin Timberlake: "Like I Love You" (Basement Jaxx Vocal Mix Radio Edit)
2. Soulmagic: "Soulmagic" (Edit)
3. Kate Ryan: "Désenchantée"
4. Musikk: "Everybody Salsa" (Musikk Radio Mix)
5. Fab For feat. Robert Owens: "Last Night A DJ Blew My Mind" ((Radio Edit)
6. Snap!: "Rhythm Is A Dancer 2002" (CJ Stone Radio)
7. Driftwood: "Freeloader" (Vocal Radio Mix)
8. The Sound Bluntz: "Billie Jean" ((Beat Radio Mix)
9. Dee Dee: "The One" (Radio Edit)
10. Blackjack: "Into The Groove" (Club Radio Cut)
11. Aerosol: "Little Lies" (Radio Mix)
12. DJ Aligator Project feat. Christina Undhjem: "Dreams" (Radio Mix)
13. Dannii Minogue: "Put The Needle On It" (Radio Version)
14. Cam'ron feat. Juelz Santana & Freekey Zekey and Kay Slay: "Hey Ma"
15. Mighty Dub Katz: "Let The Drums Speak"
16. DJ Sammy: "Boys Of Summer" (Original Radio Edit)
17. Moguai: "U Know Y" (Original Radio)
18. Outlandish: "Gritty" (Radio Edit)
19. Funkstar De Luxe: "Saturday" (Radio Edit)